# Detective Dante
Detective Dante è una miniserie a fumetti ideata da Roberto Recchioni e Lorenzo Bartoli pubblicata in Italia dall'Eura Editoriale dal 2005 al 2007.

## Storia editoriale
È una miniserie di 24 numeri divisa in tre archi narrativi, Inferno, Purgatorio e Paradiso come le cantiche della Divina Commedia. Oltre a questa analogia, soprattutto nei primi numeri, il fumetto è impregnato di parallelismi e citazioni dalle cantiche dantesche.
I due autori condividono l'ideazione dei soggetti ma si alternano nella sceneggiatura dei numeri, mentre i disegnatori variano da numero a numero. Tra gli autori a cui si sono dichiaratamente ispirati, gli autori per questo personaggio hanno citato Raymond Chandler, Dashiell Hammett, Elmore Leonard e Donald E. Westlake
Oltre ai fumetti della serie ufficiale, esistono altri due mini-albi pubblicati dalla Eura a scopo pubblicitario su due numeri di Skorpio e Lanciostory.

## Descrizione del personaggio
Henry Dante è un detective della squadra omicidi di New York che si trasferisce a Paradise City, in California, per sfuggire al fantasma di sua moglie, Maria, che lo tormenta per non aver vendicato la sua morte. Nel settimo numero Henry inizia una relazione con Meridiana Cortez, una sua bella collega, ma la ragazza non regge gli squilibri di Henry che parla da solo col fantasma di sua moglie. Nell'ottavo numero, ultimo per la prima sessione, si scopre che in realtà Henry Dante non è mai stato sposato e che Maria era una semplice ragazza di cui non era riuscito a trovare l'assassino. La sua mente però continua a rifiutare la realtà, tanto da spingere lo stesso il detective a trovare l'assassino di Maria e a ucciderlo davanti al capo del DRO. Così, dal carcere in cui sta scontando la pena per l'omicidio, si conclude la prima serie. Nella seconda parte, dopo 7 anni, Meridiana si fa trovare fuori dall'istituto psichiatrico da cui sta uscendo Henry e gli offre un posto di lavoro nella sua agenzia investigativa privata. I due tornano ad essere amanti ma il fantasma di Maria è ancora presente.